# Ramal ferroviario Cañuelas-Empalme Lobos-Tapalqué-Olavarría
El Ramal Cañuelas - Empalme Lobos - Tapalqué - Olavarría pertenece al Ferrocarril General Roca, Argentina.

## Ubicación
Se halla en la provincia de Buenos Aires, en los partidos de Cañuelas, Lobos, Roque Pérez, Saladillo, General Alvear, Tapalqué y Olavarría.

## Características
Es un ramal secundario de la red del Ferrocarril General Roca. Tiene una extensión de 273 km entre las ciudades de Cañuelas y Olavarría.

## Servicios
Sus vías están concesionadas a la empresa Ferrosur Roca para transporte de cargas, en el trayecto entre Lobos y Olavarría, sin embargo sus operativos de carga son muy esporádicos.
Las estaciones Empalme Lobos y Lobos están habilitadas a través de los servicios locales que presta la empresa estatal Trenes Argentinos Operaciones entre Merlo y Lobos.
De lunes a viernes la empresa Trenes Argentinos  Operaciones también brinda servicio entre Cañuelas y Lobos. 
En el día 13 de julio de 2018 se suspendieron los servicios de pasajeros entre Empalme Lobos y General Alvear que estaban a cargo de la empresa estatal Trenes Argentinos Operaciones.

## Imágenes

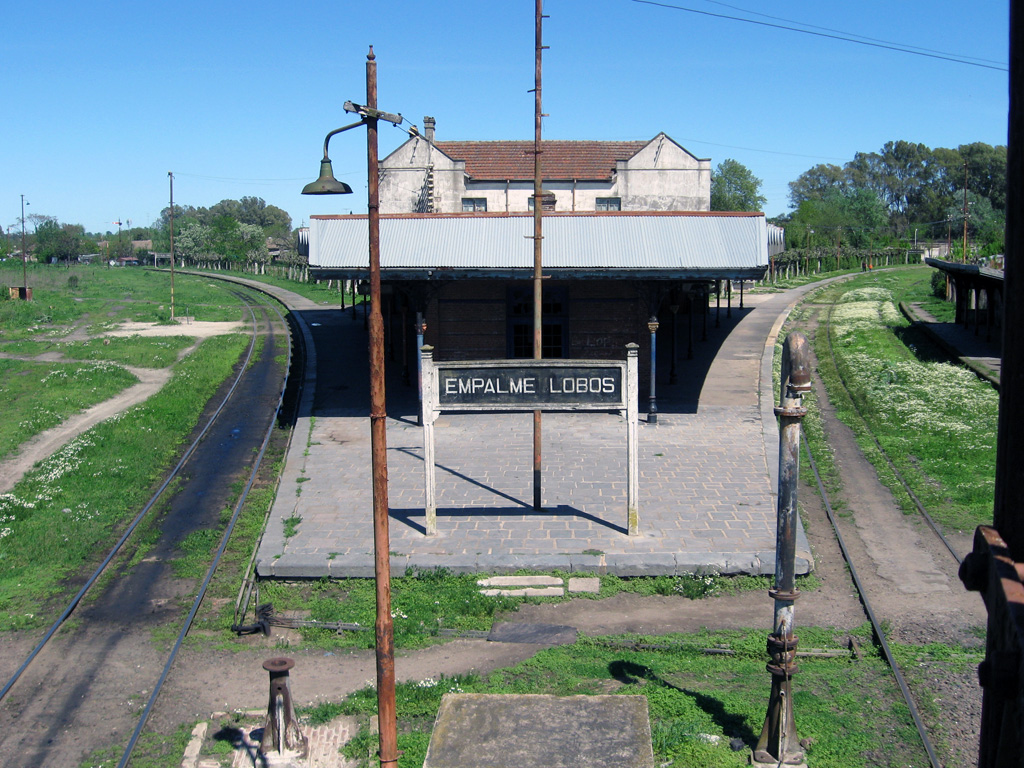
Empalme Lobos
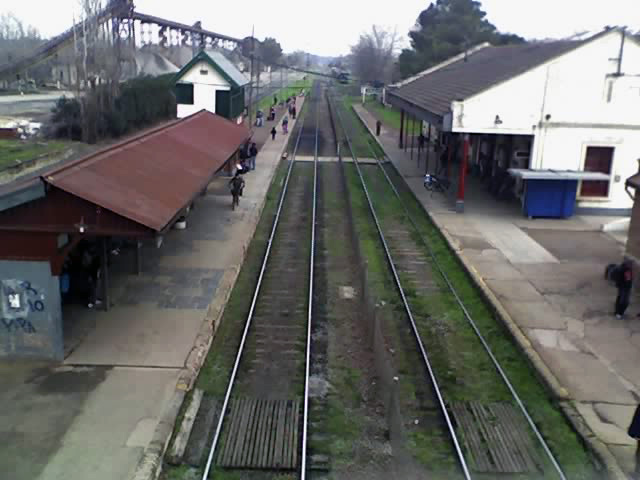
Cañuelas
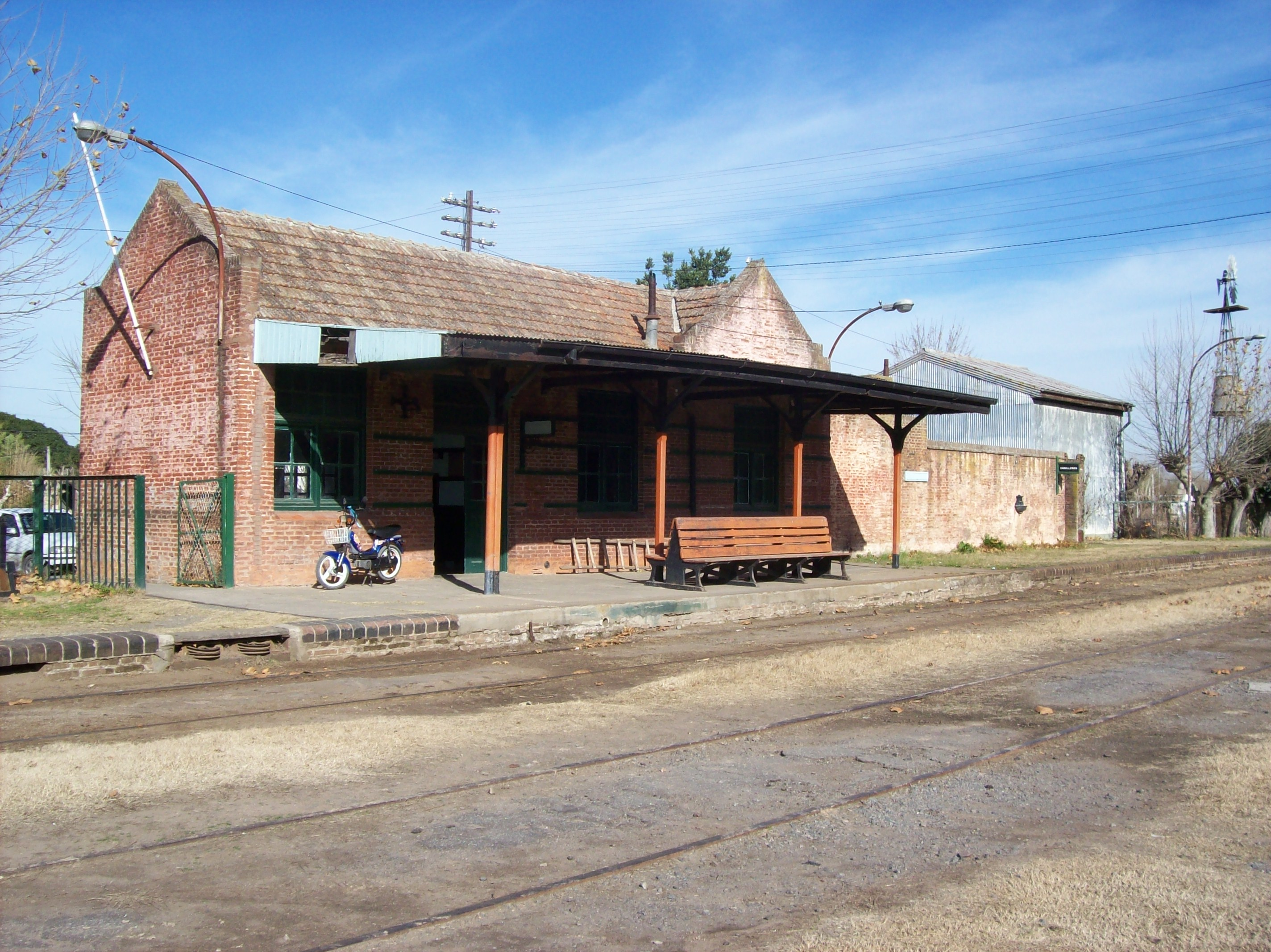
Uribelarrea
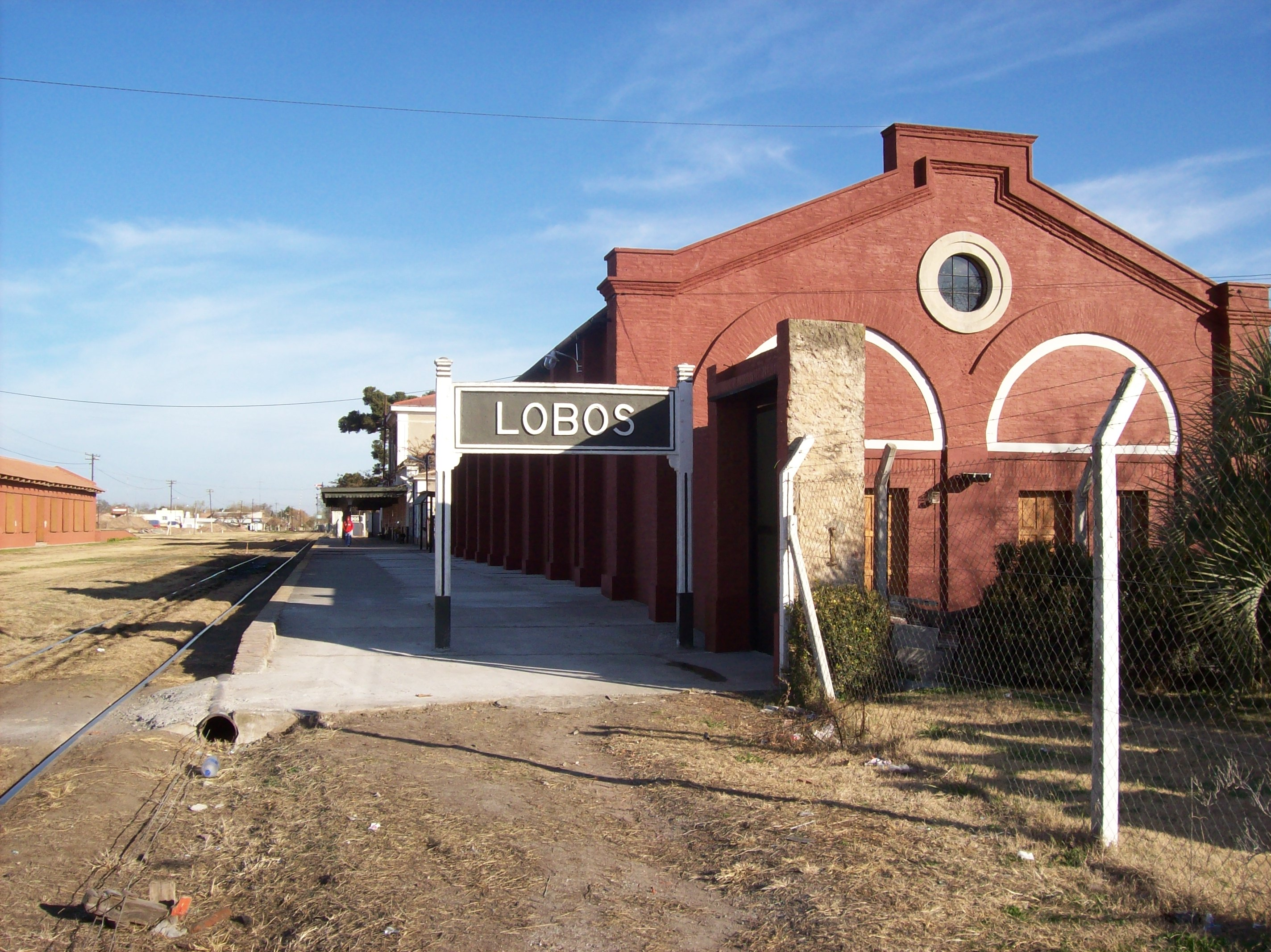
Lobos
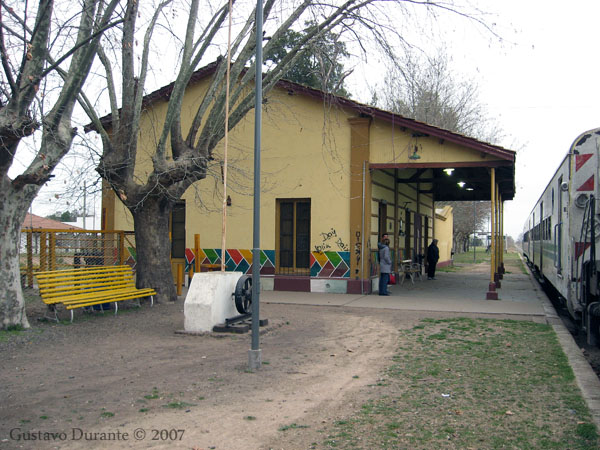
Roque Pérez
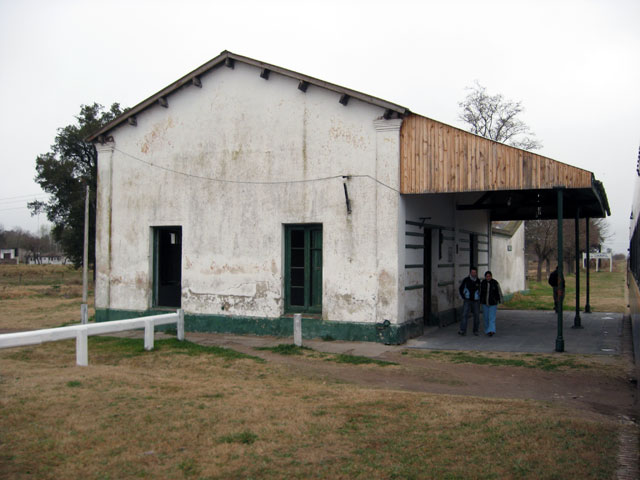
Del Carril
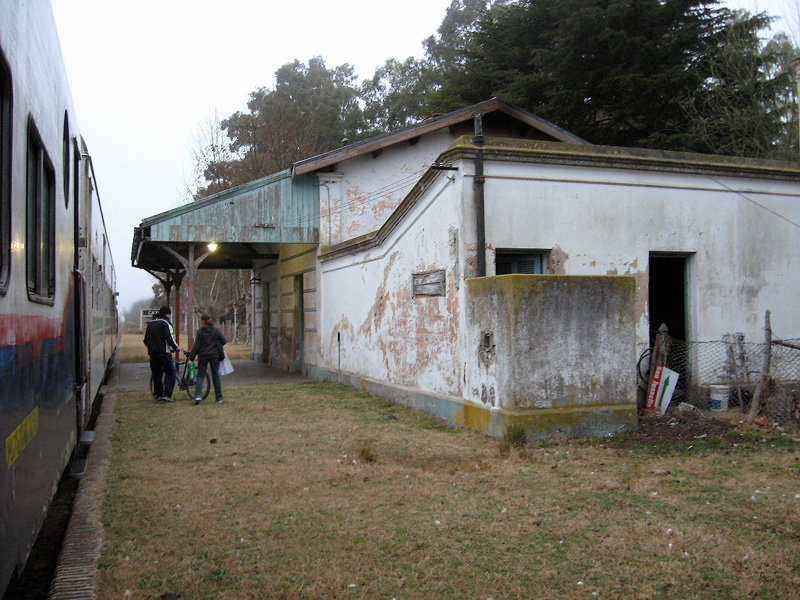
Cazón
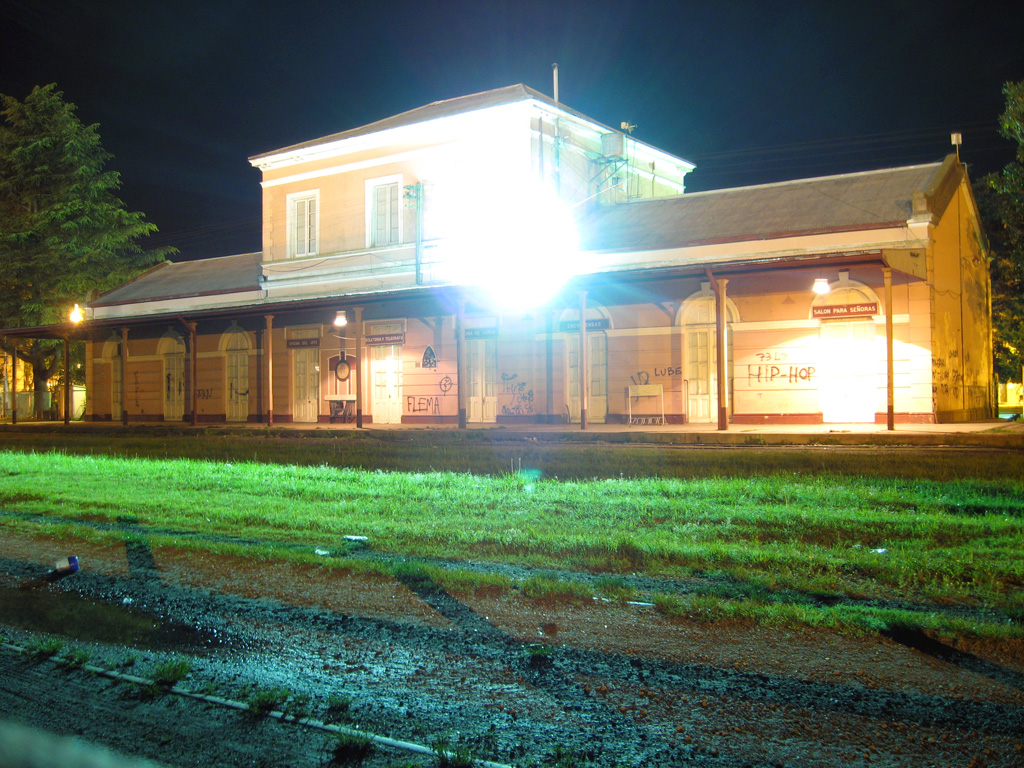
Saladillo
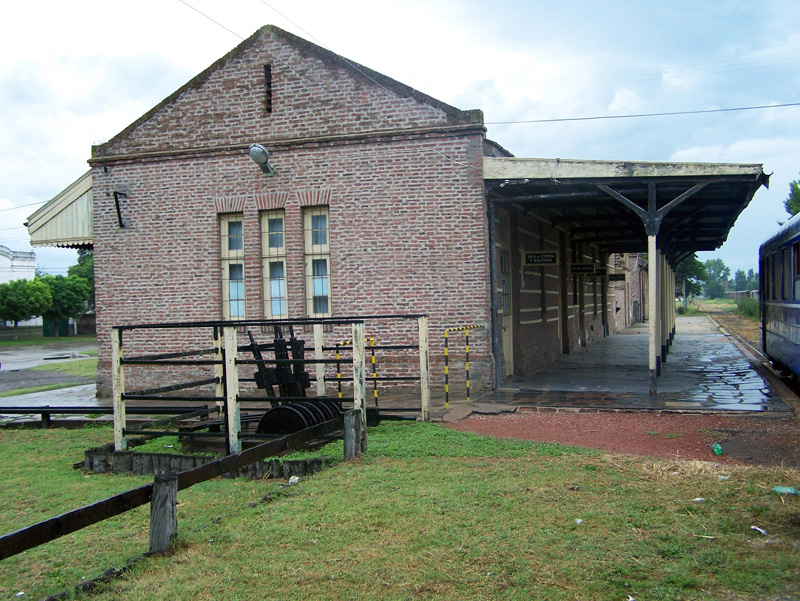
General Alvear
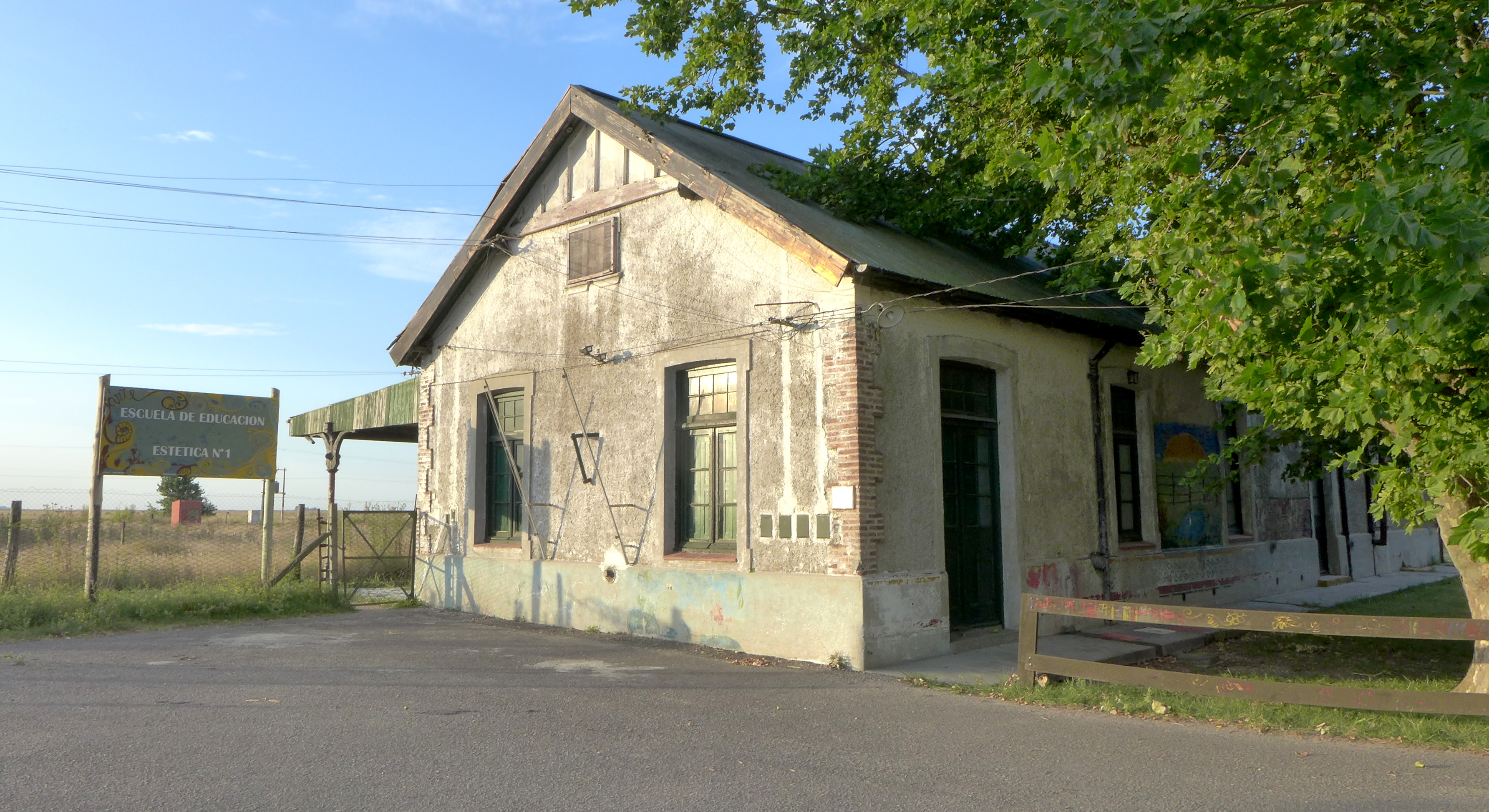
Tapalqué